# Matt Tennyson
Matt Tennyson, född 23 april 1990, är en amerikansk professionell ishockeyspelare som spelar för San Jose Sharks i NHL.
Han blev aldrig draftad av något lag.